# Holotomographie

3D RI Bild einer lebenden Zelle (Makrophage)

Holotomographie ist eine Lasertechnik zur Messung des dreidimensionalen Brechungsindex-Tomogramms einer mikroskopischen Probe, wie biologischer Zellen und Gewebe.
Da der Brechungsindex als intrinsischer Bildkontrast für transparente oder Phasenobjekte dienen kann, ermöglicht die Messung von Brechungsindex-Tomogrammen eine markierungsfreie quantitative Bildgebung mikroskopischer Phasenobjekte. Um das 3-D-Brechungsindex-Tomogramm von Proben zu messen, verwendet die Holotomographie das Prinzip der holographischen Bildgebung und der inversen Streuung. Typischerweise werden mehrere 2D-holographische Bilder einer Probe bei verschiedenen Beleuchtungswinkeln gemessen, wobei das Prinzip der interferometrischen Bildgebung zum Einsatz kommt. Anschließend wird ein 3D-Brechungsindex-Tomogramm der Probe aus diesen mehreren 2D-holographischen Bildern durch inverses Lösen der Lichtstreuung in der Probe rekonstruiert.

## Geschichte
Der erste theoretische Vorschlag wurde von Emil Wolf vorgestellt, und die erste experimentelle Demonstration wurde von Fercher et al. gezeigt. Ab den 2000er Jahren wurden HT-Techniken umfassend erforscht und auf den Bereich der Biologie und Medizin angewendet, unter anderem von mehreren Forschungsgruppen, einschließlich des Spektroskopielabors am MIT. Sowohl die technischen Entwicklungen als auch die Anwendungen von HT haben bedeutende Fortschritte gemacht. Im Jahr 2012 wurde das erste kommerzielle HT-Unternehmen Nanolive gegründet gefolgt von Tomocube im Jahr 2014.